# 도와정 (미야기현)
도와정(東和町)은 미야기현 북동부 이와테현과 경계에 있었던 정이다. 2005년 4월 1일에 합병에 의해
도메시가 되어 소멸하였다.

## 지리
미야기현 도메군에 속했고 북부에 위치한 정이며 총면적의 80%가 산림이다.

## 역사
- 1889년 4월 1일 - 정촌제 시행과 함께 도메군 요네카와촌, 니시키오리촌, 마이야촌이 성립하였다.
- 1956년 9월 30일 - 요네카와촌과 니시키오리촌이 합병해 히다카촌이 되었다.
- 1956년 12월 11일 - 마이야촌이 정으로 승격하였다.
- 1957년 5월 1일 - 마이야정과 히다카촌이 합병해 도와정이 되었다.
- 2005년 4월 1일 - 노보리메군 내 각 정 및 혼요시군 쓰야마 정과 합병해 도메시가 되었다.

## 교통

### 철도
동네에 철도 노선은 없다. 일찍이 센호쿠 철도에 요네타니 역이 있었지만, 나카타 정에 소재하고 있었다.

### 도로
- 국도 346호선
- 국도 398호선
- 국도 456호선